# Largeur Doppler d'une raie spectrale
 (mars 2025).
Si vous disposez d'ouvrages ou d'articles de référence ou si vous connaissez des sites web de qualité traitant du thème abordé ici, merci de compléter l'article en donnant les références utiles à sa vérifiabilité et en les liant à la section « Notes et références ».
En pratique : Quelles sources sont attendues ? Comment ajouter mes sources ?

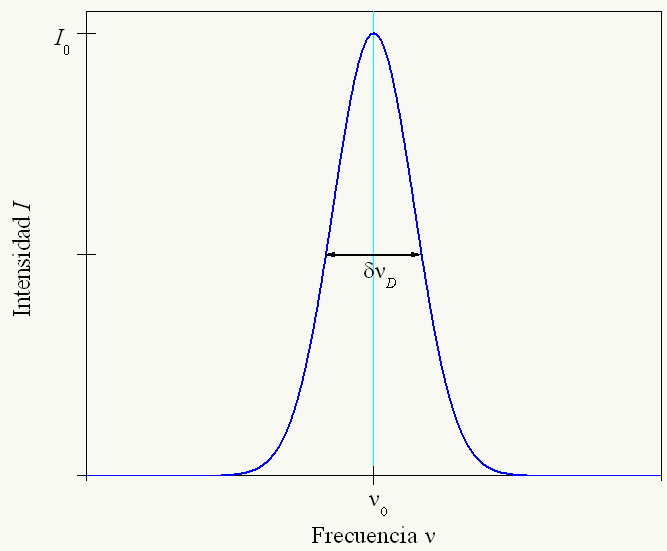
Elargissement d'une raie d'émission par effet Doppler. Le profil de la raie est une fonction gaussienne centrée en, qui décroit plus rapidement qu'une fonction lorentzienne. La largeur à mi-hauteur est ici notée.

En optique, la lumière peut être absorbée (ou émise) par un atome, une molécule ou un système confiné sous forme de raie d'absorption dans le spectre électromagnétique, de fréquence {\displaystyle \nu _{0}=c/\lambda }.
Du fait de l'agitation thermique des particules dans l'ampoule les contenant, l'effet Doppler change légèrement la fréquence d'absorption.
Le profil de la raie, du fait de la loi de distribution des vitesses de Maxwell est une gaussienne, centrée sur la fréquence {\displaystyle \nu _{0}}, d'écart-type :
{\displaystyle \Delta \nu =\nu _{o}\cdot {\sqrt {kT/mc^{2}}}}
où {\displaystyle m} est la masse de la particule et {\displaystyle c} la célérité de la lumière.

## Utilisation
Cette formule permet de fabriquer des thermomètres qui expriment la température en hertz, avec une précision assez fine (10-4) ; la précision ultime (10-6) est recherchée pour déterminer la constante de Boltzmann.
Inversement, cette largeur peut être supprimée dans une configuration d'absorption à deux photons contrapropageants. Les décalages Doppler affectant l'absorption des deux photons se compensant alors exactement (au premier ordre du développement du décalage Doppler en puissances du rapport vitesse sur célérité de la lumière, il ne subsiste que la largeur naturelle, beaucoup plus petite, de profil lorentzien. Cette méthode a été mise au point en France dans les années 1970 par l'équipe de Bernard Cagnac du laboratoire Kastler Brossel.
Si on cherche la précision, il faut « convoluer » la gaussienne et la lorentzienne en un profil global qui s'appelle le profil de Voigt. Observer ce profil reste malgré tout une performance.